# Šempeter pri Gorici
Šempeter pri Gorici (en italiano: San Pietro de Gorizia) es una localidad eslovena del municipio de Šempeter-Vrtojba, en la región de Gorizia.

## Historia
En la Edad Media formó parte del Patriarcado de Aquileia, y luego al condado de Gorizia. Entre 1500 y 1918 fue parte de los Habsburgo, permaneciendo dentro de su monarquía, exceptuando un corto período entre 1809 y 1813 en el que perteneció a Francia.
Durante la Primera Guerra Mundial fue destruido casi por completo durante las batallas del Isonzo. En agosto de 1916, la localidad fue tomada por el ejército italiano, y fue reconquistado por el ejército austro-húngaro en noviembre de 1917. Después de la guerra fue recuperado por Italia y se anexionó a dicho país. La localidad fue reconstruida poco después.
Posteriormente fue parte del municipio de Gorizia, y durante la Segunda Guerra Mundial fue un lugar importante de resistencia partisana yugoslava. En 1945 fue liberada por los partisanos, y entre junio de 1945 y septiembre de 1947 estuvo bajo administración anglo-americana, antes de anexionarse a Yugoslavia en 1947.